# دهستان دیناچال
دهستان دیناچال نام دهستانی در بخش پره سر شهرستان رضوانشهر، استان گیلان در ایران است. براساس سرشماری مرکز آمار ایران در سال ۱۳۸۵، جمعیت آن ۱۹۶۴۰ نفر (۴۹۵۳ خانوار) بوده‌است.
دهستان دیناچال از مناطق تالش است.
این دهستان در حد فاصل دریای خزر و ارتفاعات تالش قرار گرفته‌است. همچنین رودخانه‌ای در طول این دهستان جاریست که از کوه‌های تالش سرچشمه گرفته و سرانجام پس از طی مسیری نسبتاً طولانی و عبور از پیچ و خمهای بسیار به دریا می‌ریزد. همچنین بنایی تاریخی در محوطه‌ای به نام اسپیه‌مزگت (مسجد سفید) قرار دارد که در بین مردم به مسجد عبداللهی معروف است اما پس از انجام تحقیقات باستان‌شناسی مشخص شده که قدمت این بنا به پیش از اسلام باز می‌گرددنیازمند منبع و در واقع به عنوان آتشکده مورد استفاده قرار می‌گرفته‌است.البته این بنا نیز در اثر بی توجهی دهیاری این روستا در معرض نابودی قرار می‌گرفته‌است. این دهستان شامل شماری روستاست که بعضی از آن‌ها عبارت‌اند از: کلاو،خالیار،نظرمحله،صیقل سرا و... مردم این منطقه تالش هستند و به زبان تالشی تکلم می‌کنند و به برنجکاری می‌پردازند.

دهیار آن محمد پورامان می باشد در سال 1403